# Leudes Alves dos Santos Neto
Leudes Alves Dos Santos Neto, mais conhecido como Netinho Guimarães (Aracaju, 31 de março de 1977), é deputado estadual, filiado ao Partido Liberal (PL), eleito pelo estado de Sergipe.